# Ralph Dacre, 3. Baron Dacre
Ralph Dacre, 3. Baron Dacre auch Randolf de Dacre (* Oktober 1322; † 17. oder 18. August 1375 in Halton-on-Lune, Lancashire) war ein englischer Adeliger und Politiker.

## Familie und Werdegang
Dacre wurde als einer von drei Söhnen von Ralph Dacre, 1. Baron Dacre und dessen Frau Margaret de Multon geboren. Nach dem Tod seines Vaters im Jahr 1339 fiel der Titel des Baron Dacre zunächst an Ralphs älteren Bruder William. Als dieser 1361 kinderlos starb, übernahm Ralph den Titel. Zwischen 1346 und 1375 war er als Pastor in Prescot tätig. Bereits zum 14. August 1362 wurde er Mitglied des englischen Parlaments, dem er bis zum 4. Oktober 1373 angehörte. 1366 ernannte ihn Edward III. zum Vorsteher des Western March. Dacre fiel in der Nacht vom 17. auf den 18. August 1375 einem Mordanschlag in seinem Schlafzimmer zum Opfer. Sein Bruder Hugh wurde verhaftet und als Verdächtiger im Tower of London verhört. Am 2. Juli 1376 wurde er aus der Haft entlassen und durfte den Titel seines Bruders am 10. Juli 1376 übernehmen.